# José Prieto
El general José Prieto (n. ?/m. 1918 Chihuahua) fue un militar mexicano con idealismo villista que participó en la Revolución mexicana. Nació en la ciudad de Chihuahua. Militó en el movimiento villista y fue uno de los fundadores de la escolta de "Dorados" del general Francisco Villa. En enero de 1915 tuvo una destacada actuación en el ataque a la ciudad de Querétaro, contra las fuerzas carrancistas del general Teodoro Elizondo; en dicha acción, Prieto les arrebató todo el armamento. Tras ese hecho de armas se formaron dos brigadas, una de infantería, al mando de José Ruiz, y otra de caballería, bajo las órdenes de Prieto. Fue comisionado por el general Francisco Villa al estado de Michoacán para emprender la campaña militar contra los generales Gertrudis Sánchez y Joaquín Amaro Domínguez, designándolo jefe de las operaciones militares y gobernador del estado. Más tarde fue llamado para participar con sus contingentes en la Batalla de Celaya, la de Trinidad y la de Aguascalientes. Alcanzó el grado de general. Durante el gobierno de Venustiano Carranza recibió la amnistía. Falleció en una pelea de cantina.